# Самоков (металургия)
Вижте пояснителната страница за други значения на Самоков.
Самоко̀вът, наричан още и мада̀н или мадѐм, е металургично съоръжение за преработка на първично добитото в пещите желязо, използвано от XIV – XV век до началото на XX век.
Служи за очистване на суровото желязо от примеси и изковаването му на пръти и по-рядко на плочи. Представлява голяма ковачница, изградена от камък и дърво. Вътре в помещението има голям водномеханичен чук с наковалня и ковашко огнище с духателен апарат. Чукът е с форма на елипсовидна гривна с тегло до около 150 kg. Слаган е на дебело стъбло с дължина до около 2 m с гривна на средата, която служи за ос на дръжката, а заострените ѝ краища лежат в издълбани железни лагери. Другият край на дръжката стига до оста на водното колело, където е натискан ритмично от издатъци – палци. Чукът удря върху масивна желязна наковалня, върху която желязото се държи с големи клещи, за да се изкове на пръти. Желязото се нагрява на огнище, меховете се движат автоматично от палците на друга водна ос.

### Етимология
Името е производно от сам и кова, подобно на самолет, самовар и прочее.